# Staven (tarot)

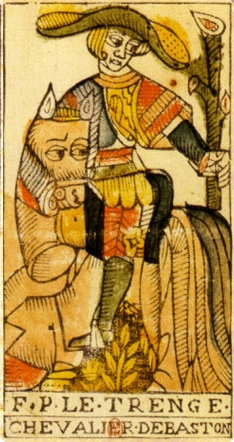
Ridder van Staven uit de Tarot van Marseille.

Staven, Stokken, Scepters, Knotsen of Batons is een van de kleuren op tarot-kaarten. Staven komt overeen met Klaveren van de Anglo-Amerikaanse speelkaarten. Staven staat voor de vierde staat: de boeren en komt overeen met het element vuur. Kwaliteiten waar Staven voor staat is acties van de wil, motivatie, energie, verlangen, rusteloosheid, verzet, koppigheid of egoïsme.
Er bestaan verschillende systemen van interpretatie. Onder de meer traditionele systemen zijn de bekendste die van de Tarot van Marseille, en de interpretaties van de Golden Dawn zoals uitgewerkt door Gregor Mathers, en met variaties gevolgd door Arthur Edward Waite en Aleister Crowley. Hieronder volgt een voorbeeld van een meer psychologische duiding van de Staven.
| Kaart                  | Kernwoorden                                                                                    |
| ---------------------- | ---------------------------------------------------------------------------------------------- |
| Aas van Staven         | Avontuur, creatieve blik, frisse start, nieuw begin, originaliteit.                            |
| Twee van Staven        | Persoonlijke macht, prestatie, moed, wereldlijke verlangens.                                   |
| Drie van Staven        | Expansie, contemplatie, ontdekking, vooruitziende blik.                                        |
| Vier van Staven        | Spontaniteit, viering, vreugde, vrijheid.                                                      |
| Vijf van Staven        | Competitie, kleine terugvallen, onenigheid, rivaliteit.                                        |
| Zes van Staven         | Beloning, overwinning, prestatie, trots.                                                       |
| Zeven van Staven       | Doel, trotsering, voordeel doen.                                                               |
| Acht van Staven        | Actie, nieuws, opties, vooruitsnellen.                                                         |
| Negen van Staven       | Bewustzijn, defensief, klaar om te beginnen, kracht, voorbereid zijn.                          |
| Tien van Staven        | Omhoog worstelen, overbelast, zware last.                                                      |
| Schildknaap van Staven | Boodschapper, frisse ideeën, nieuwe inzichten, vertrouwen.                                     |
| Ridder van Staven      | Gepassioneerd, gewaagd, ongeduldig, onstuimig.                                                 |
| Koningin van Staven    | Aantrekkelijk, magnetisch, optimisme, seksuele vruchtbaarheid, vrolijkheid, zelfverzekerdheid. |
| Koning van Staven      | Dramatisch, inspirerend, krachtig, rechtdoorzee, vitaal.                                       |